# Catadelta
Catadelta é um gênero de traça pertencente à família Arctiidae.